# Список керівників держав 57 року до нашої ери

## Європа
- Атребати — Коммій, вождь (57 до н. е. — 50 до н. е.)
- Боспорське царство — Фарнак II, цар (63 до н. е. — 47 до н. е.)
- Дакія — Буребіста, цар (82 до н. е. — 44 до н. е.)
- Ірландія — Конайре Великий, верховний король (110 до н. е. — 40 до н. е.)
- Одриське царство — ** Котіс IV, цар астів (57 до н. е. — 48 до н. е.)
  - Котіс І, цар сапеїв (57 до н. е.; 55 до н. е. — 48 до н. е.)

- Римська республіка — консули 57 до н. е.: Публій Корнелій Лентул Спінтер і Квінт Цецилій Метелл Непот

## Азія
- Анурадхапура - Чора Нага, цар (62 до н. е. - 50 до н. е.)
- Велика Вірменія - Тигран ІІ Великий, цар (95 до н. е. - 55 до н. е.)
- Мала Вірменія - Дейотар, цар (63 до н. е. - 47 до н. е.; 44 до н. е. - 42 до н. е.)
- Атропатена - Аріобарзан І, цар (65 до н. е. - 56 до н. е.)
- Іберія - Фарнаваз ІІ, цар (63 до н. е. - 30 до н. е.)
- Індо - грецьке царство -
  - Діонісій, цар (у східному Пенджабі) (65 до н. е. - 55 до н. е.)
  - Гіпострат, цар ( у західному Педжабі) (65 до н. е. - 55 до н. е.)

- Індо - скіфське царство -
  - Вонон, цар (75 до н. е. - 57 до н. е.)
  - Азес І, цар (57 до н. е. - 35 до н. е.)
  - Азіліс, цар (57 до н. е. - 35 до н. е.)

- Юдея - Йоханан Гіркан ІІ, цар (63 до н. е. - 40 до н. е.)
- Каппадокія - Аріобарзан II Філопатор, цар (63 до н. е.; 62 до н. е. - 51 до н. е.)
- Китай (династія Хань) - Лю Бін'і, імператор (74 до н. е. - 49 до н е.)
- Коммагена - Антіох І, цар (70 до н. е.; 69 до н. е. - 40 до н. е.)
- Махан - Вон, вождь (58 до н. е. - 33 до н. е.)
- Сілла - Хєкоссе, іскагим (57 до н. е. - 4)
- Пуйо (Тонбує) - Хебуру, ван (86 до н. е. - 48 до н. е.)
- Маґадга (династія Кадва) Бхумімітра, цар (66 до н. е. — 52 до н. е.)

- Набатейське царство - Маліку І, цар (60 до н. е.; 59 до н. е. - 30 до н. е.)
- Осроена - Абгар II, цар (68 до н. е. - 53 до н. е.)
- Парфія -
  - Фраат III, цар (70 до н. е. - 57 до н. е.)
  - Мітрідат III, цар (57 до н. е. - 54 до н. е.)
  - Ород II, цар (57 до н. е. - 37 до н. е.)

- Понт - Фарнак II, цар (63 до н. е. - 47 до н. е.)
- Царство Сатаваханів - Апілака, махараджа (60 до н. е. - 48 до н. е.)
- Харакена - Тірей ІІ, цар (79 до н. е.; 78 до н. е. - 49 до н. е.; 48 до н. е.)

- Хунну - Хуханьє, шаньюй (58 до н. е. - 31 до н. е.)

- Еліміаїда - Камнаскир V, цар (73 до н. е.; 72 до н. е. - 46 до н. е.)
- Японія - Судзін, імператор (97 до н. е. - 29 до н. е.)

## Африка
- Єгипет - Береніка IV, цариця (58 до н. е. - 55 до н. е.)

- Мавретанія - Мастанесоса, цар (80 до н. е. - 49 до н. е.)
- Куш - Аманіхабле, цар (60 до н. е. - 45 до н. е.)
- Нумідія - Юба І, цар (60 до н. е. - 46 до н. е.)